# Esmeralda costulata
Esmeralda costulata là một loài bọ cánh cứng trong họ Cerambycidae.